# 6795 Örnsköldsvik
6795 Örnsköldsvik là một tiểu hành tinh vành đai chính với chu kỳ quỹ đạo là 1567.2364689 ngày (4.29 năm).
Nó được phát hiện ngày 17 tháng 3 năm 1993.